# Грозовые камни (телесериал)
«Грозовые камни» (англ. «Thunderstone») — фантастический детский и семейный сериал производства австралийской производственной компании Jonathan M. Shiff Productions. Исполнитель главной роли Джеффри Уокер также известен ролями в сериалах «Девочка и океан» и «Зеркало. Зеркало». Состоит из трех сезонов. 1-й сезон состоит из 26 серий, во втором и третьем — по 13 серий. Премьерный показ состоялся на австралийском канале Network Ten 12 февраля 1999 года. В России транслировался на телеканалах ТВЦ (первая премьера в Российской Федерации в 1999—2000 годах), Культура, Детский проект, 7ТВ, Прометей АСТ и ТНТ. Во Франции демонстрировался под названием «Кочевники Будущего» (фр. Les Nomades du futur).

## Сюжет

### 1 сезон
Юный гений Ной Дэниелс живёт в подземном убежище, называемом Северный Кол, в недалёком будущем — в 2020 году. Жизни на поверхности планеты нет — её уничтожила гигантская комета Немезида, столкнувшаяся с Землёй. До столкновения с кометой это подземное убежище было научной станцией, которая стала приютом для немногих выживших людей. А на поверхности Земли стоит вечная зима. Экспериментируя с фотонными генераторами виртуальной реальности, Ной случайно обнаруживает их ранее неизвестное свойство — возможность перемещаться во времени. Его забрасывает в более далёкое будущее, на 65 лет вперёд в 2085 год. Там он оказывается в месте, именуемом Раем и встречает группу молодых людей, называющих себя Номадами, возглавляет их группу девушка по имени Аришка. Они укрываются от Тао — предводителя жестоких Покровителей, которые поработили всё местное население и заставляют их в нечеловеческих условиях добывать на рудниках уникальный энергетический минерал, занесённый на Землю кометой Немезида — грозовой камень. Ноя преследует своя цель — он хочет просто вернуться домой. Но прежде ему предстоит помочь своим новым друзьям справиться с жестокими поработителями. Они переносят из далёкого прошлого—времени до падения кометы, многих животных, которые дают номадам возможность почувствовать себя увереннее, особенно с учётом того, что рядовые Покровители их жутко боялись. Но и главари Покровителей не отступали, пытаясь обманом, техникой и оружием (лазерганами) запугать Номадов и уничтожить животных.

### 2 сезон
С жестокими Покровителями и Тао с Преториусом покончено, но в Раю и в Северном Коле начинают происходить странные вещи. Сперва Ной обнаруживает рядом с Северным Колом еле живую замерзающую собаку Долли по непонятным причинам попавшую на 65 лет назад, которую он перенес в Рай вместе с другими животными в первом сезоне из прошлого — времени до кометы, Ной решается отправиться к своим друзьям в будущее, в Рай, чтобы разузнать, что произошло, и вернуть им собаку, и делает это, несмотря на запрет Триумвирата Северного Кола. Затем над Раем устанавливается жуткая засуха, которая чуть не уничтожает всех животных. В Раю же тем временем появляется четверо подозрительных молодых людей — по ним видно, что они не похожи на местное население так как они одеты совсем по другому и умеют разговаривать телепатически на дальнем расстоянии а заправляет тремя из них старшая сестра Майя. Притворяясь хорошими, они внедряются в доверие к Номадам, хотя на самом деле имеют цель заставить Ноя помочь им вернуться домой и захватить власть, зная его незаурядные способности а также рассказывают о засухе которая должна была продлиться с 2085 по 2087 гг. Именно они отправили собаку Долли в Северный Кол, чтоб спровоцировать его вернуться в Рай. Вскоре выясняется, что они тоже жители Рая, но из далёкого будущего и что они были высланные из своего мира на 250 лет назад за попытку захвата власти и кражу большого куба, состоящего из очищенного грозового камня. С помощью грозового куба они были намерены запустить его энергию так чтобы превратить атмосферу Земли в мегатонный пояс заряженным энергией грозового камня, что могло бы в 2235 году привести к массовому опустошению и полной аннигиляции и в отличие от случившейся катастрофы в 2002 году к полному уничтожению Земли. Но Ной придумал этому кубу другое применение. Он подсчитал, что его энергии хватит, чтобы вернуться в 2002 год и уничтожить комету Немезиду до столкновения с Землёй и тем самым изменить ход истории, предотвратив всемирную катастрофу…

### 3 сезон
После осуществления невероятного плана по спасению Земли Ной становится героем а Земля стала похожа на планету Сатурн из за образовавшегося кольца мелких астероидов вокруг планеты, которые когда то были одним целой кометы Немезиды. Между тем, Ной изобретает способ открывать так называемые тепловые дыры — деформации пространства и времени, с помощью которых возможно за короткое время совершать путешествия на космические расстояния и во времени. С помощью такой дыры отправляется в далёкий космос группа колонистов на планету Дельта, атмосфера и строение которой близко к земным. Цель колонистов попытаться сделать планету пригодной для жизни людей. Ной не подозревает о новой опасности — в будущем во время одного из перемещений между Землёй и Дельтой пропала без вести на необъятных просторах космоса группа колонистов. На Дельте остались их подросшие дети. Дети колонистов решили, что виноват во всём Ной Дэниелс и решили ему отомстить, причём в особо изощрённой форме — устроив месть ему молодому, задолго до этой трагедии… Ною предстоит отправиться на Дельту и выяснить, что же там на самом деле произошло…

## Персонажи
- Ной Дэниелс — подросток, который живёт в подземной исследовательской станции Северный Кол в 2020 году (там он родился в 2004 году). Ной яркий, находчивый и любознательный. Он верен своим друзьям и семье, и сделает всё, чтобы помочь им.
- Бекки Дэниелс — младшая сестра Ноя. Когда Ной исчезает из Северного Кола, Бекки решительно старается найти его. Она первой предположила, что Ной путешествует во времени.
- Доктор Лиз Дэниелс — мать Ноя и Бекки.
- Доктор Саймон Дэниелс — отец Ноя и Бекки.
- Доктор Алан Преториус — член Триумвирата (административный орган Северного Кола), старый ученый. Он выступает в качестве наставника Ноя и помогает ему в его начинаниях, также являлся вторым (по числу) первым (по хронологии) антагонистом на протяжении всего первого сезона (именно он выдавал себя себя Повелителем Тьмы когда тот перемещался в Рай с помощью сделанного им перстня). Также он является основной причиной того почему Северный Кол разрушился, поскольку ещё первым до Ноя переместился на 65 лет вперед и невольно запустил цепь событий связанную на прямую с грозовыми камнями а также с разрушением Северного Кола.
- Аришка — лидер детей-номадов в месте под названием Рай и лучший друг Ноя.
- Луч — номад. Брат-близнец Сыча. Не появляется в третьем сезоне.
- Женева — номад, подруга Аришки. Не появляется в третьем сезоне.
- Кван — номад. Хобби: кулинария.
- Чип — номад, самый младший из детей.
- Тао — главный антагонист первого сезона, лидер Покровителей, промышляющих добычей грозовых камней в Раю. Для этого используют мирных жителей в качестве рабов. В финале первого сезона выясняется что его создал Преториус как голограмму и тот его сразу же уничтожает так как он принижал Преториуса из за того что только он бессмертен.
- Джетт — молодая и жестокая девушка, правая рука Тао, легко управляющая огромным дальнобойным грузовиком «Зверь», специалист боевых искусств. Дальнейшая судьба после финала неизвестна.
- Сыч — брат-близнец Луча, приспешник Тао. Мечтает поймать своего брата. Впоследствии переходит на сторону номадов так как Ной спас того от ядовитой змеи и подсказывает как с помощью соли можно уничтожить ядро кометы Немезиды которое разыскивали Покровители с Преториусом. Отсутствует во втором и третьем сезонах.
- Фэррис — сандрип сирота, бывший помощник Тао. Подсказал Ною как выбраться из клетки. Впоследствии вернулся к своему народу и оказал посильную помощь в качестве проводника так как он хорошо знал все щели в которых ему приходилось прятаться. Также отсутствует во втором и третьем сезонах.
- Аква — вождь племени сандрипов, проживающих у океана, убежденный пацифист. Старается избегать прямого столкновения с покровителями. Союзник Ноя и номадов.
- Рорк — механик покровителей. Нередко работает в паре с Саважем. Также судьба персонажа после финала первого сезона остается неизвестной
- Саваж — водитель покровителей. Напарник Рорка. Панически боится животных. Судьба этого персонажа также остается неизвестной после финала первого сезона.
- Синдия — первый член Триумвирата, консервативная и жёсткая женщина, железная леди. Недолюбливает Ноя и его семью, зацикленная на соблюдении законов Конституции Северного Кола. Очень не любит когда кто-нибудь нарушает правила.
- Пол — член Триумвирата, старик, соратник Синдии, который во всем с ней соглашается.
- Майя — главный антагонист второго сезона. Вместе с тремя братьями их выгнали из существовавшего в далеком будущем в 2235 году в Раю города Силвер Сити на 250 лет назад в XXI век (Рай) за похищение грозового куба с целью попытки захвата власти.
- Рорден — один из трех братьев и подручных Майи. Именно благодаря ему удалось похитить и отправить грозовой куб в XXI век а также перенастроил программу Силвер Сити под названием «Изгнание» которая должна была отправить в запланированное правительством Силвер Сити в прошлое (возможно в 2020 год когда существовала вечная зима).
- Лайл — один из трех братьев Майи. Очень хитрый и жестокий.
- Тодд — один из трех братьев Майи. Лайл считает его слабаком так как он предпочитает не все решать насилием.
- Монсун — странствующий торговец в Раю во втором сезоне. Добрый и хитрый старичок, промышляющий продажей разных вещей и информации.
- Драко — главный антагонист третьего сезона, лидер группы детей колонистов на планете Дельта.

## В ролях
- Джеффри Уокер — Ной Дэниелс
- Мереони Вуки — Аришка
- Дэниел Дэперис — Чип
- Дэмиен Фотиу — Луч и его брат — Сыч
- Натан Вентуорф — Кван
- Анна Грэйс Хопкинс — Женева
- Кейт Келти — Бекки
- Стюарт Халиц — Тао
- Елена Менделис — Джетт
- Нина Лэндис — Синдия
- Эрни Борн — Пол
- Джерард Кеннеди — доктор Алан Преториус
- Денис Мур — Саваж
- Брэд Флинн — Лайал
- Вейн Хоуп — Рорден
- Джаспер Бэйг — Рорк
- Брайан Липсон — Аква
- Никки Когхилл — Лиз Дэниелс
- Роберт Олстон — Фэррис
- Лианна Уолсмен — Майя
- Эндрю Ларкинс — Саймон
- Боб Хорнери — Монсун
- Жозефин Бернс — Лайла
- Эмили Браунинг — Клио
- Пол Зубровски — Драко
- Келли Джонс — Эпра
- Кристофер Шлуссер — Айвэн
- Джим Дейли — Кёрли

## Режиссёры
- Марк Дефрист
- Колин Баддс
- Джулиан МакСуини

## Продюсеры
- Джонатан М. Шифф
- Дэниел Шарф

## Авторы сценария
- Дэвид Филлипс
- Барбара Бишоп
- Питер Кинлок
- Элен МакРайтер
- Энни Фокс
- Мэрик Харди
- Эверетт Де Рош
- Роджер Данн
- Элисон Ниссель
- Джонатан М. Шифф

## Оператор
- Рон Хэйген

## Композиторы
- Гари МакДональд
- Лоуренс Стоун

## Дубляж на русский язык
Сериал озвучивали актёры:
- Ирина Маликова — Аришка, Лиз, Синдия (1-3 сезоны)
- Юрий Маляров — Ной (3 сезон с 3 серии)
- Сергей Чекан — Ной, Сыч, Саваж, Монсун (1-3 сезоны)
- Владимир Антоник — Преториус, Тао, Саймон, Луч, Пол (1-2 сезоны)
- Марина Дюжева — Бекки, Женева, Джетт, Майя, Чип (1-3 сезоны)
- Александр Котов — Драко, Саймон, Кёрли (3 сезон)

## Призы
- премия «БАФТА» Британской телевизионной академии в 1999 году
- музыкальная премия «Арпа» за лучшую музыку к телефильму.

## DVD
Сериал был выпущен на DVD.